# 大橋村 (福岡県)
大橋村（おおはしむら）は、かつて福岡県三井郡にあった村。現在は久留米市の一部で、旧大橋村域は「大橋町××」として町名を残している。

## 歴史
- 1889年（明治22年）4月1日 - 町村制施行により山本郡常持村、蜷川村、合楽村が合併し、大橋村が発足[1]。
- 1896年（明治29年）4月1日 - 郡の統合により山本郡が御井郡、御原郡と合併して三井郡に属する[2]。
- 1959年（昭和34年）4月1日 - 三井郡善導寺町と合併し、善導寺町を新設して消滅[1]。